# Longitarsus nitidellus
Longitarsus nitidellus är en skalbaggsart som beskrevs av Cockerell 1888. Longitarsus nitidellus ingår i släktet Longitarsus och familjen bladbaggar. Inga underarter finns listade i Catalogue of Life.